# Mar del Plata
Mar del Plata város Argentínában, Buenos Airestől 420 km-re délre, az Atlanti-óceán partján.
A várost nyílegyenes utcák szabdalják szabályos négyzetek százaira. Ez alól csak a tengerparti bulvár kivétel, amely követi a part görbületét.
Fő gazdasági ágak a kikötői tevékenység, elektronikai ipar, gépgyártás, halászat, a turizmus és a textilipar.
Tengeri fürdőhelyként ismert, de híres az éjszakai életéről és Argentína legnagyobb kaszinójáról is. Nyaranta (decembertől márciusig) több millió látogatót fogad.

## Nevezetes szülöttei
- Tristán Bauer, filmrendező
- Gabriel Curuchet, kerékpáros sportoló
- Juan Curuchet, kerékpáros
- Juan Esnáider, focista
- Germán Burgos, focista
- Valentín Garvie, Trompeter
- Elsa Justel, zeneszerző
- Paz Lenchantin, zenész
- Carlos Humberto Malfa, püspök
- Roberto Mieres, egykori autóversenyző
- Pablo Ojeda, zeneszerző
- Astor Piazzolla, zeneszerző
- Julio Hernán Rossi, focista
- Osvaldo Soriano, újságíró
- Guillermo Vilas, teniszező

## Fordítás
- Ez a szócikk részben vagy egészben  a   Mar del Plata című német Wikipédia-szócikk fordításán alapul.  Az eredeti cikk szerkesztőit annak laptörténete sorolja fel. Ez a jelzés csupán a megfogalmazás eredetét és a szerzői jogokat jelzi, nem szolgál a cikkben szereplő információk forrásmegjelöléseként.